# Třída Scimitar (2003)
Třída Scimitar jsou hlídkové čluny britského královského námořnictva. Celkem byly postaveny dvě jednotky této třídy. Dne 30. března 2022 byly vyřazeny.

## Stavba

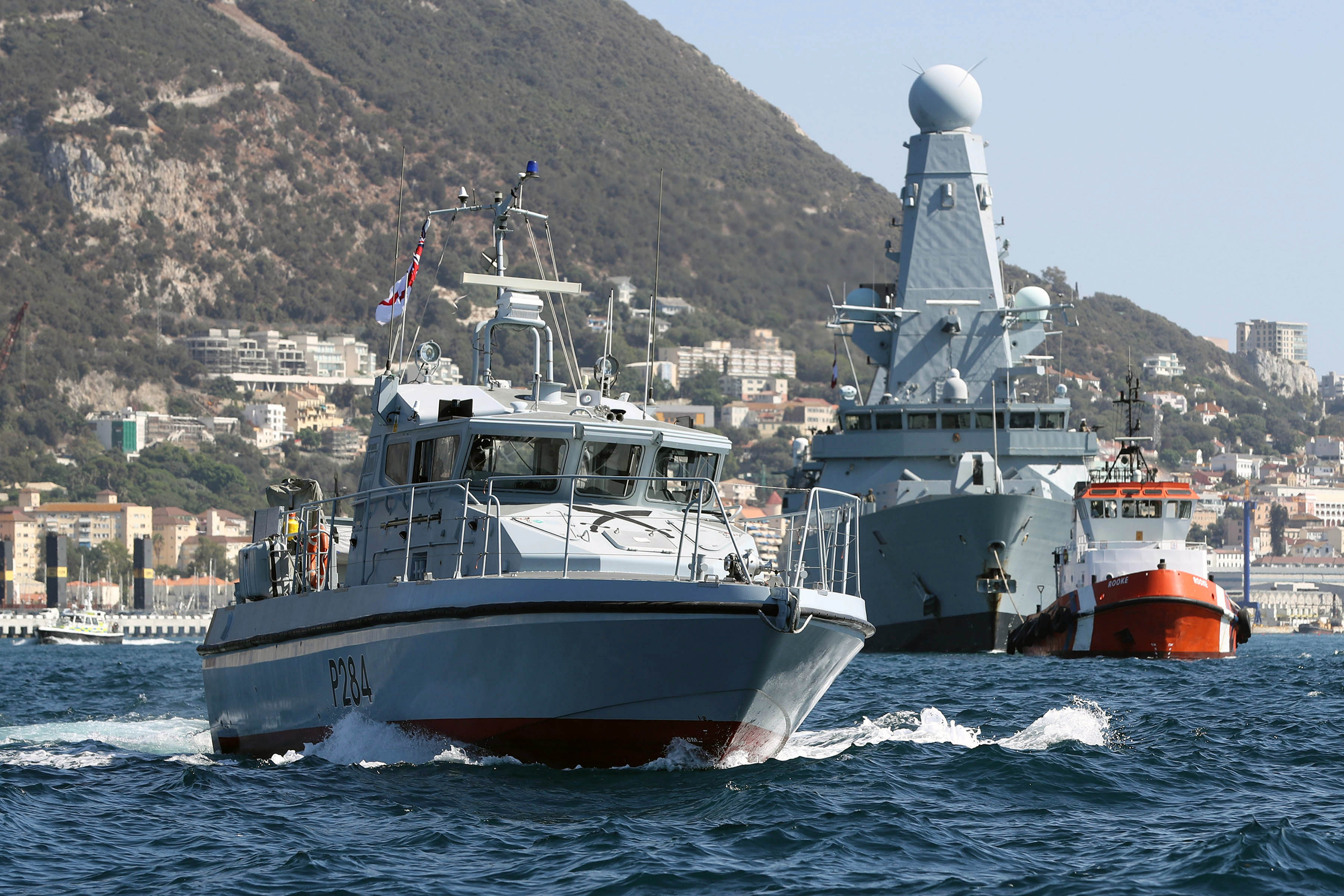
HMS Scimitar a torpédoborec HMS Daring v Gibraltaru

Postaveny byly dvě jednotky této třídy, pojmenované MV Grey Fox a MV Grey Wolf. Oba postavila britská loděnice VT Halmatic v Southamptonu.

## Konstrukce

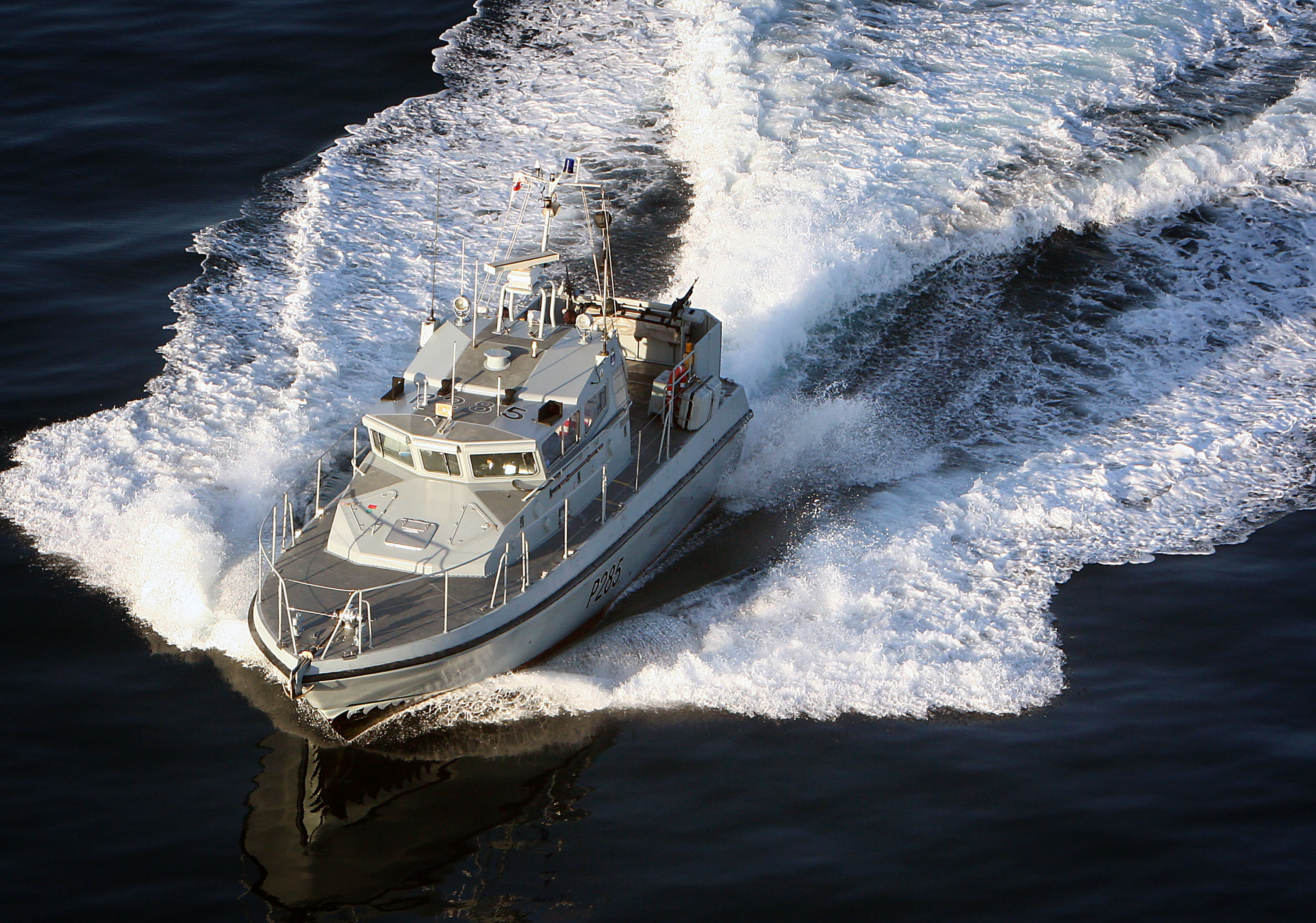
HMS Sabre

Výzbroj tvoří jeden 7,62mm kulomet. Pohonný systém tvoří dva diesely MAN 2480LXE, pohánějící dva lodní šrouby. Nejvyšší rychlost dosahuje 30 uzlů.

## Služba
Čluny byly od roku 1993 využívány Royal Marines k potírání terorismu v Severním Irsku. Později byly převedeny k britskému královskému námořnictvu a přejmenovány na HMS Scimitar (P284, ex Grey Fox) a HMS Sabre (P285, ex Grey Wolf). Od roku 2003 byly dislokovány v Gibraltaru. Roku 2020 se oba čluny vrátily z Gibraltaru. Jejich dočasnou náhradou se staly hlídkové čluny třídy Archer HMS Dasher a HMS Pursuer. Dlouhodobou náhradou budou dvě nová plavidla třídy Cutlass, která do roku 2023 postaví britská loděnice Marine Specialised Technology.